# Pieve di Soligo
Pieve di Soligo ist eine nordostitalienische Gemeinde (comune) mit 11.563 Einwohnern (Stand 31. Dezember 2023) in der Provinz Treviso in Venetien. Die Gemeinde liegt etwa 26 Kilometer nordnordwestlich von Treviso am Lauf des Soligo in den Belluneser Voralpen. 

## Persönlichkeiten
- Antonio Bellucci (1654–1726), Maler
- Toti dal Monte (1893–1975), Sopranistin
- Silvio Padoin (1930–2019), katholischer Geistlicher, Bischof von Pozzuoli
- Beniamino Stella (* 1941), Kurienkardinal
- Agostino Ferrari Toniolo (1917–2004), Kurienbischof der römisch-katholischen Kirche
- Giuseppe Toniolo (1845–1918), Wirtschaftshistoriker und Vertreter der katholischen Soziallehre
- Andrea Zanzotto (1921–2011), Dichter

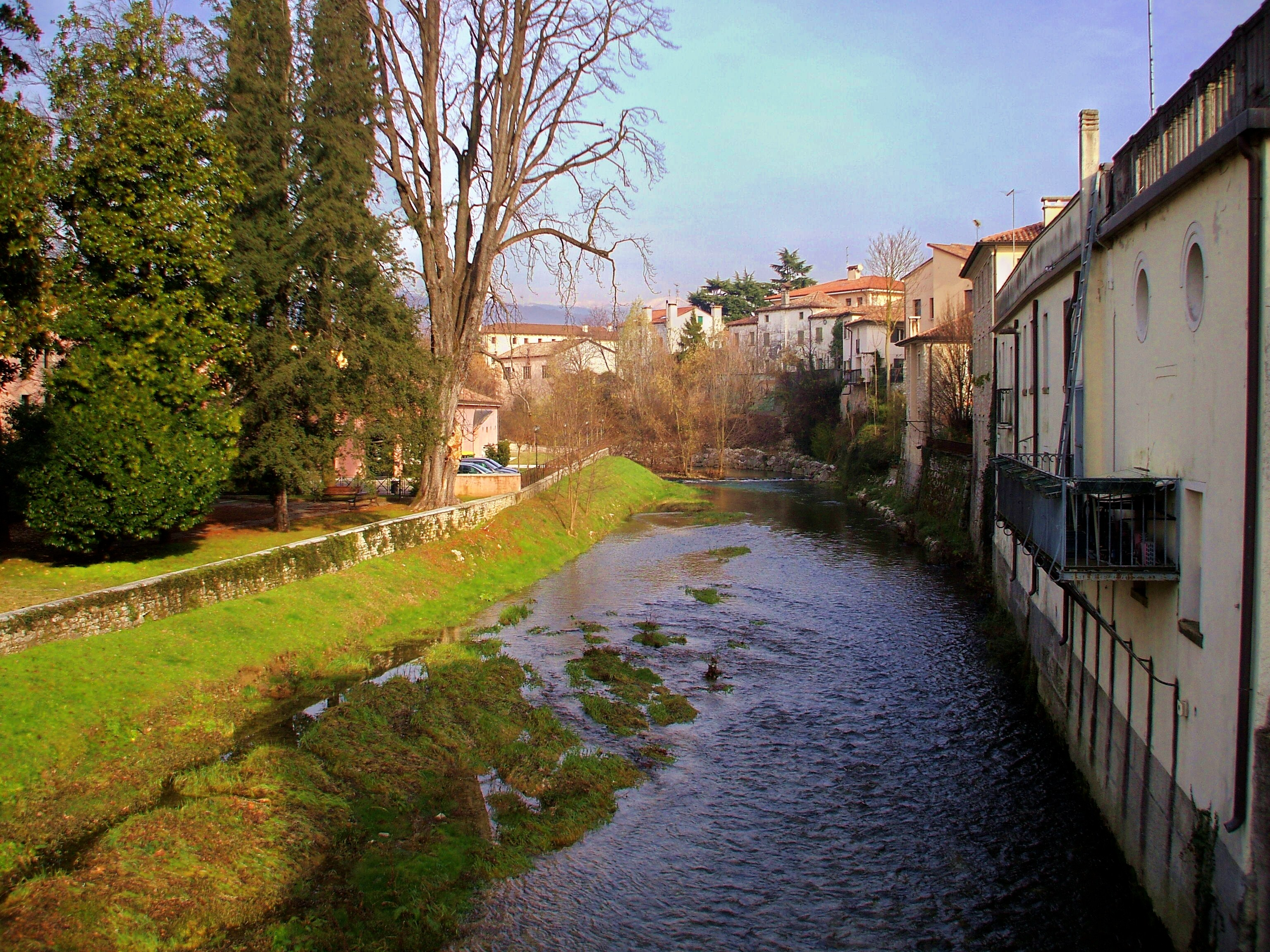
Soligo in Pieve di Soligo
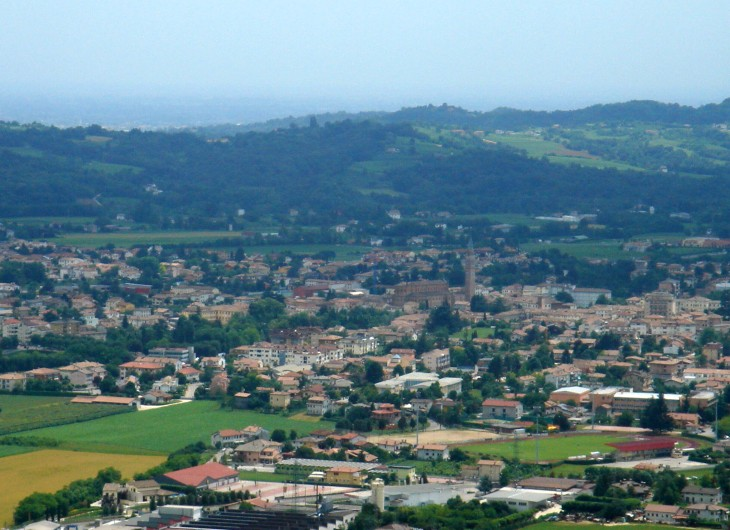
Panoramablick auf Pieve di Soligo
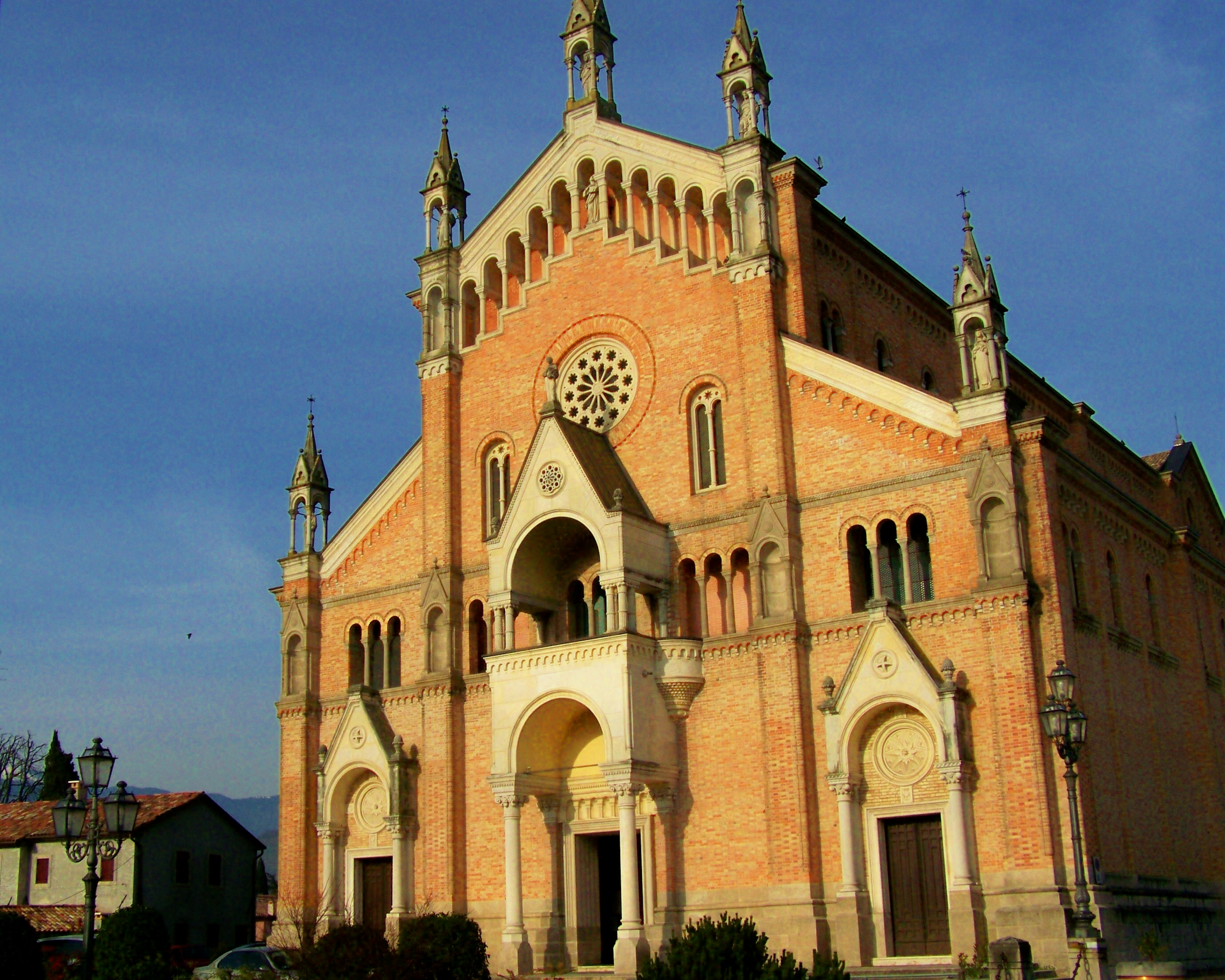
Kirche Mariä Himmelfahrt in Pieve di Soligo